# Frédéric Michalak
Frédéric Michalak (Toulouse, 16 de octubre de 1982) es un exjugador francés de rugby que se desempeñaba como apertura.
Michalak jugó con Les Bleus de 2001 a 2015 y es su máximo anotador, lo que lo hace uno de los mejores jugadores de la historia. En 2012 fue nominado como Mejor Jugador del Mundo, pero finalmente el premio se lo llevó Dan Carter.

## Carrera
Debutó con el Stade Toulousain en 2001, club que le vio crecer, siendo coronado campeón de Francia cuando derrotaron al ASM Clermont en la final 34-22 con Michalak ya como titular. En un equipo plagado de estrellas como Vincent Clerc, Jean-Baptiste Élissalde, Cédric Heymans, Yannick Jauzion y Clément Poitrenaud, Michalak era el conductor de los backs.
En 2007 fue cedido a préstamo durante un año, para jugar en Sudáfrica la Currie Cup con los Natal Sharks y en el mejor rugby del mundo; el Super Rugby 2008 con los Sharks.  tras alcanzar las semifinales y compartir equipo con Bismarck du Plessis, Ruan Pienaar y François Steyn.
La experiencia del préstamo fue beneficiosa, ya que regresó a su país un Michalak de juego más físico y firmó una renovación por tres años. Sin embargo sufrió una lesión a finales del 2010 que luego de su recuperación, bajaría su altísimo nivel y lo perjudicaría en la selección nacional.

### Super Rugby
En 2011 finalizó su contrato con el Toulosain, anunció que volvería a jugar de nuevo a los Sharks ya que quedó encantado con el rugby del hemisferio sur. El equipo liderado por Michalak e integrado por jugadores como Willem Alberts, Patrick Lambie y JP Pietersen, alcanzó la final del Super Rugby 2012.

### RC Toulon
Jugó con el Rugby-Club Toulonnais de 2012 a 2016, compartiendo equipo con la leyenda Jonny Wilkinson y percibiendo uno de los salarios más altos del mundo. Jugando como suplente en la final, Michalak ganó la Heineken Cup de 2013 con Toulon.

### Lyon Olympique
En diciembre de 2018 anunció su retiro al final de la temporada.

## Selección nacional
Michalak debutó con la selección gala frente a los Springboks en 2001.
Su trayectoria con la selección ha estado llena de altibajos. En 2008, no llegó a disputar ningún partido con la selección y en 2009, retornó para intentar mejorar la situación de Francia tras un partido desastroso contra Inglaterra. Los años 2007, 2008, 2011 y 2012, se quedó fuera del equipo para el Torneo de las Seis Naciones y en el Seis Naciones de 2010, se rompió los ligamentos cruzados de la rodilla izquierda en un entrenamiento, perdiéndose las dos últimas jornadas.
En total jugó 77 partidos y marcó 436 puntos; máximo anotador de la historia.

### Participaciones en Copas del Mundo
Llegó a disputar la Copa Mundial de Rugby de 2003 y de 2007. En la de 2003, terminó como segundo máximo anotador, con 101 puntos, sólo superado por Jonny Wilkinson con 113. No fue convocado al Mundial de 2011.
Fue seleccionado entre los 31 hombres de la selección de rugby de Francia para la Copa Mundial de Rugby de 2015. Durante el partido de preparación para la Copa Mundial de Rugby de 2015 contra Inglaterra el 22 de agosto, superó a Christophe Lamaison como máximo anotador de Francia de todos los tiempos.
En el primer partido del campeonato, contra Italia, Michalak fue decisivo dirigiendo el juego y logrando puntos con 5 golpes de castigo y 2 transformaciones. Fue escogido "Hombre del partido" (Man of the Match) en el Canadá-Francia (1.10.2015), gracias a la conversión de cuatro de los cinco ensayos de su equipo y pasando dos golpes de castigo. Con 14 puntos en ese momento, se convirtió en el anotador histórico de Francia en copas del mundo, con 436 puntos.
En el partido de cuartos de final, frente a Nueva Zelanda (62-13 a favor de los All Blacks), se tuvo que retirar lesionado a los once minutos de juego. Anunció que se retiraba del rugby internacional, después de haber jugado en 77 test matches y tres Mundiales.
| Mundial                       | Sede       | Resultado        | PJ | Puntos |
| ----------------------------- | ---------- | ---------------- | -- | ------ |
| Copa Mundial de Rugby de 2003 | Australia  | Cuarto puesto    | 6  | 103    |
| Copa Mundial de Rugby de 2007 | Francia    | Cuarto puesto    | 6  | 0      |
| Copa Mundial de Rugby de 2015 | Inglaterra | Cuartos de final | 4  | 33     |

## Palmarés

#### Toulousain
- Campeón de la Liga de Francia (2001 y 2011)
- Finalista de la Liga de Francia (2003 y 2006)
- Campeón de la Copa de Europa (2003, 2005 y 2010)
- Finalista de la Copa de Europa (2004)
- Campeón del Trofeo de Campeones (2001)

#### Sharks
- Finalista de la Liga de Sudáfrica (2012)
- Campeón de la Currie Cup (2008)
- Finalista de la Currie Cup (2011)

#### Consideraciones personales
- 2011 - Máximo anotador de la Currie Cup.
- 2012 - Nominado a Mejor Jugador del Mundo.